# Цоїзит

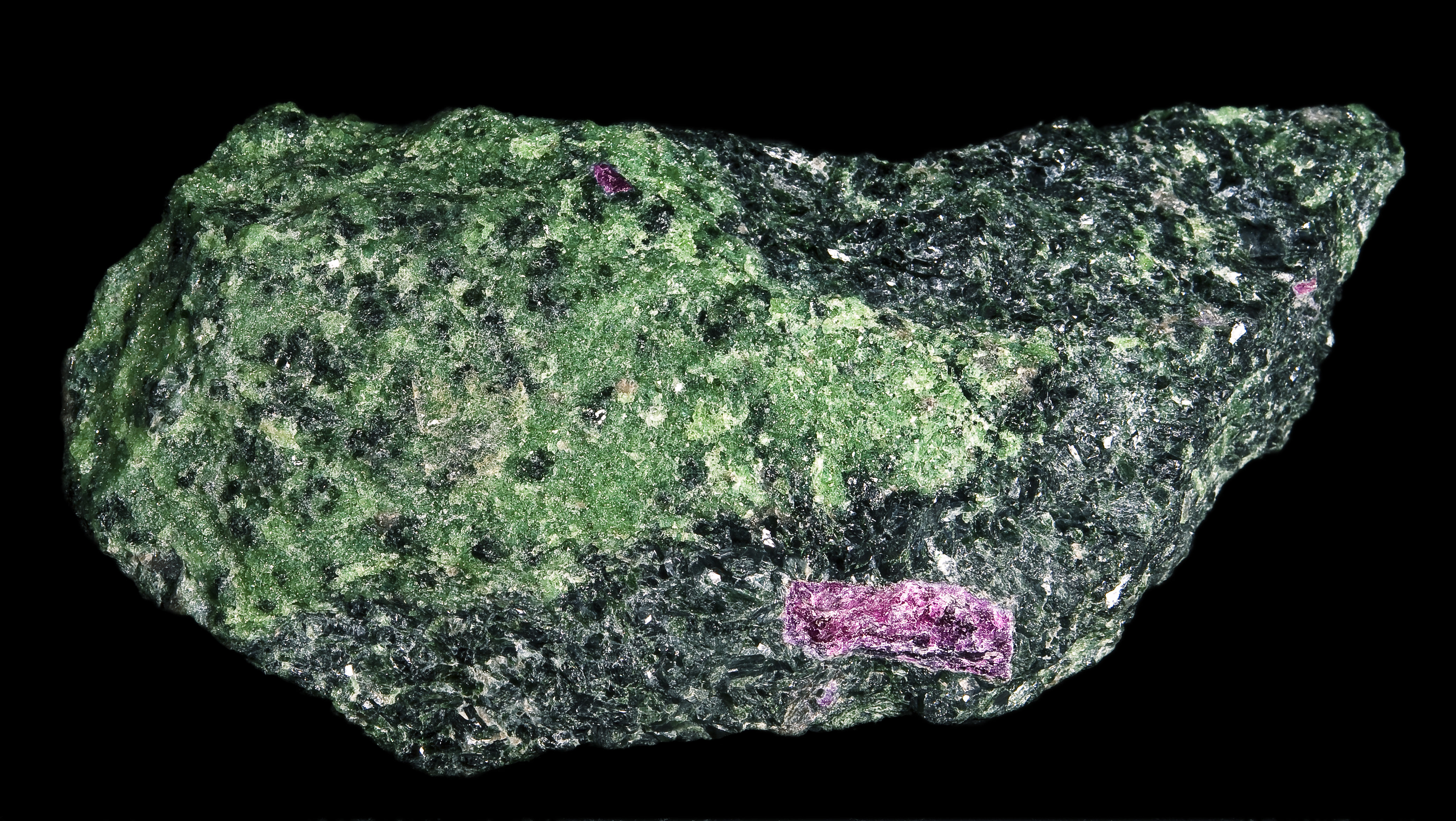
Цоїзит, Танзанія, Лонгідо

Цоїзит — породотвірний мінерал, диортосилікат острівної будови, група епідоту.

## Етимологія та історія
Мінерал був описаний німецьким геологом, мінералогом Абрахамом Готтлобом Вернером у 1805 році. Він назвав його за прізвищем словенського збирача мінералів барона Жиґи Цойса, який надіслав йому зразки мінералу знайденого в Каринтії. Цойс зрозумів, що це невідомий мінерал, коли його привіз до нього торговець мінералами, імовірно, Симон Прешерн, у 1797 році.
Синоніми: зауальпіт.

## Опис
Хімічна формула:
- 1. За Є. К. Лазаренком: Ca2Al3[O|(ОН)|SiO4|Si2O7].
- 2. За «Fleischer's Glossary» (2022): CaAl3(SiO4) 3(OH).

Містить (%): CaO — 24,6; Al2O3 — 33,7; SiO2 — 39,7; H2O — 2,0.
Близький за складом, структурою, властивостями і умовами утворення до епідоту. Відрізняється від нього відсутністю або незначним вмістом заліза, світлим забарвленням (сірим, зеленувато-сірим). Сингонія ромбічна. Ромбо-дипірамідальний вид. Форми виділення: щільні зернисті і тичкуваті аґреґати, призматичні кристали. Спайність досконала по (010), недосконала по (100). Густина 3,15-3,50. Твердість 6,0-6,75. Колір сірий, зелений, рожево-червоний, зеленувато-коричневий. У шліфах безбарвний. Блиск скляний. Злом нерівний. Цоїзит зустрічається як продукт гідротермальної зміни основних плагіоклазів, разом з амфіболами в метаморфічних породах, кристалічних сланцях, амфіболітах, також у гідротермальних родовищах, у парагенезисі з сульфідами. Рідкісний. Супутні мінерали: кварц, кальцит, серицит, альбіт, преніт, ґранат, епідот, везувіан, амфіболи, халькопірит, магнезит. Ванадійвмісний цоїзит — танзаніт (коштовний камінь). Залежно від забарвлення існують такі різновиди цоїзиту: танзаніт; туліт; аніоліт; соссюрит.
Розрізняють: 
- цоїзит манґанистий або туліт (різновид цоїзиту, який містить до 0,47 % MnO; спостерігається плеохроїзм);
- цоїзит хромистий (різновид цоїзиту, який містить до 2 % Cr2O3).
- цоїзит  ванадієвмісний, або танзаніт — різновид фіолетово-синього кольору.

## Поширення
Родовища ювелірно-виробного цоїзиту відомі в Норвегії, Танзанії, США. Інші знахідки: Фіхтен (ФРН), Каринтія, Зальцбург (Австрія), Урал, Алтай, Забайкалля (РФ), Дактаун, штат Теннесі (США). Інші країни включають Антарктиду, Австралію, Бельгію, Бразилію, Чилі, Китай, Фінляндію, Францію, Грецію, Гватемалу, Індію, Ірландію, Італію, Ямайку, Японію, Канаду, Казахстан, Північну та Південну Корею, Мадагаскар, Мексику, Нову Зеландію, Норвегію, Оман, Пакистан, Парагвай, Польщу, Румунію, Швецію, Зімбабве, Словаччину, Словенію, Іспанію, Південну Африку, Тайвань, Танзанію, Чехію, Туреччину, Україну, Угорщину, Велику Британію.
В Україні цоїзит присутній, зокрема, в мінералах Мічурінського уранового родовища, поблизу м. Кропивницький.